# Esperantyda
Esperantyda (esp. Esperantido) – ogólny termin określający język-pochodną od esperanto. Pierwsza esperantyda to mundolinco, stworzone przez J. Braakmana w 1888.
Tworzeniem esperantyd zajmują się nie tylko lingwiści, lecz także hobbyści, tzw. konlangerzy.

## Najbardziej znane esperantydy
- Ido
- Neo
- Romániço